# 未成年 (2019年の映画)
『未成年』（みせいねん、原題：미성년、英題：Another Child）は、2019年公開の韓国映画。俳優のキム・ユンソクの監督デビュー作。ヨム・ジョンアとキム・ソジンが母親役で出演し、キム・ヘジュンがジョンアの娘役で、パク・セジンがソジンの娘役で出演。監督を務めたキム・ユンソクはジョンアの父親役で出演した。
2014年12月、キム・ユンソクはソウル市鐘路区大学路の小劇場で見たオムニバス演劇に感銘を受けた。自身が監督として劇の一つを映画化することを決心し、台本を書いたイ・ボラムに会いに行き、共同でシナリオを執筆した。

## キャスト
- ヨム・ジョンア - ヨンジュ
- キム・ソジン - ミヒ
- キム・ヘジュン - ジュリ
- パク・セジン - ユナ
- キム・ユンソク - デウォン
- イ・ヒジュン - パク・ソバン
- イ・ジョンウン - 防波堤のおばさん
- キム・ヘユン - チョン・ヒョンジュ

## スタッフ
- 監督：キム・ユンソク
- 脚本：イ・ボラム、キム・ユンソク
- 音楽：パク・ソンド
- 撮影：ファン・キソク
- 編集：キム・スンミン
- 美術：バン・ギルソン
- 製作会社：映画社レッドピーター、スタジオ・サンタクロース・エンターテインメント
- 配給：ショーボックス

## 受賞とノミネート
| 賞               | 部門             | 対象           | 結果       |
| ---------------- | ---------------- | -------------- | ---------- |
| 第40回青龍映画賞 | 最優秀新人女優賞 | キム・ヘジュン | 受賞       |
| 第40回大鐘賞     | 最優秀助演女優賞 | キム・ソジン   | ノミネート |
| 第40回大鐘賞     | 最優秀新人女優賞 | パク・セジン   | ノミネート |
| 第40回大鐘賞     | 最優秀新人監督賞 | キム・ユンソク | ノミネート |
| 第28回釜日映画賞 | 最優秀新人女優賞 | キム・ヘジュン | ノミネート |